# 尤利婭·斯維里登科
尤利婭·阿納托利伊芙娜·斯維里登科（發音：[ˈjul⁽ʲ⁾ijɐ ɐnɐˈtɔl⁽ʲ⁾ijiu̯nɐ swɪrɪˈdɛnko]；1985年12月25日—），乌克兰政治人物。現任烏克蘭總理、曾任第一副總理兼任經濟發展與貿易部部长、總統辦公室副主任及切爾尼戈夫州州長。

## 教育
2008年，斯維里登科从基辅国立贸易经济大学毕业，获得反垄断管理学位。

## 职业
2020年5月5日，乌克兰总统弗拉基米尔·泽连斯基任命斯维里登科为解决顿巴斯局势三边联络小组（乌克兰—欧洲安全与合作组织—俄罗斯）社会和经济问题小组乌克兰代表。2020年12月22日，泽连斯基任命斯维里登科为总统办公室副主任，接替尤利婭·科瓦利夫。
2021年11月4日，乌克兰最高拉达任命斯维里登科为乌克兰第一副总理兼经济部长。256名议员投票支持任命。
2022年8月，政府任命斯維里登科担任国家制裁政策实施跨部门工作组组长。斯维里登科与其他国家进行了谈判，以加强对俄罗斯的制裁，特别是与英国的代表。
2025年7月14日，烏克蘭總統澤連斯基提名其為烏克蘭新任總理，並於7月17日獲烏克蘭國會以262票贊成，22票反對，26票棄權通過提名。

## 奖项
斯维里登科于2023年9月13日被收录并发表在《時代雜誌》的TIME100 Next栏目中，被描述为“乌克兰人民坚韧不拔的象征”（指俄羅斯入侵烏克蘭）。